# Червонская, Галина Петровна
Гали́на Петро́вна Черво́нская (в замужестве Советова; род. 1936) — советский биолог-вирусолог. В 1995 году[уточнить] окончила Московский государственный университет, имеет степень кандидата биологических наук. Российский деятель антивакцинаторского движения. Тезисы Червонской о вакцинации неоднократно опровергались специалистами и врачами. Член Российского национального комитета по биоэтике РАН. Лауреат антипремии «Почётный академик ВРАЛ» (2020).
Несмотря на то, что Червонская не настаивает в своих книгах на полном отказе от вакцинации (антивакцинаторство), её работы активно используются антивакцинаторами, гомеопатами и сторонниками естественного родительства.

## Биография
О себе Червонская по этому[какому?] поводу говорит: «Вот над этим надо всем я постепенно долго думала, и не просто так была моя диссертация уже докторская посвящена в этом контрольном институте вакцины. Поэтому я к вам пришла не как общественница, не как человек откуда-то с улицы. Я к вам пришла как специалист, и везде меня приглашают как специалиста». Однако не существует подтверждений наличия у Червонской ни звания профессора, ни степени доктора наук. Известно только, что в 1970 году в НИИ эпидемиологии и микробиологии имени Н. Ф. Гамалеи АМН СССР она защитила диссертацию на соискание учёной степени кандидата биологических наук по теме «Изучение хронической вирусной инфекции в культурах клеток J98 и L».
В настоящее время проводит публичные лекции и семинары, в основной части для молодых родителей, и, по данным корреспондента НТВ, на платной основе.

## Критика
Червонская, будучи по образованию биологом-вирусологом, не имеет медицинского образования и не является в настоящее время научным работником и не имеет публикаций в рецензируемых журналах в области иммунологии, никогда не принимала участия в исследованиях воздействия вакцин на организм человека. Сама идея антивакцинаторства признана специалистами маргинальной и псевдонаучной; тезисы Червонской неоднократно опровергались специалистами и врачами. В частности А. Н. Мац, кандидат медицинских наук, заведующий лабораторией мембранных процессов НИИ вакцин и сывороток имени И. И. Мечникова РАМН, отметил:

В публикациях Г. П. Червонской вполне банальные мысли соседствуют с юношеским максимализмом, преувеличениями и явным бредом. В одной из её статей «участковые вакцинаторы… невероятными мифами о пользе прививок искалечили сознание не одного поколения нашей страны». И действовали они согласно предначертаниям бывшего директора ЦРУ США — «Мы бросим всё на… оболванивание и одурачивание русских людей. Посеяв хаос, мы незаметно подменим их ценности на фальшивые и заставим верить в них. Мы найдём своих единомышленников, своих союзников и помощников в самой России…» «И находят!» — комментирует Г. П. Червонская. Но никогда не говорил и не писал Аллен Даллес того, что так понравилось ей. Пресловутые предначертания были изготовлены во времена холодной войны на Лубянке.
Также критично относятся к деятельности Червонской Русская православная церковь и Общество православных врачей. В статье «Борьба против прививок: позиция Церкви», опубликованной в журнале «Церковный вестник», автор статьи возложил на Червонскую ответственность за эпидемию и гибель детей от дифтерии:

Г. П. Червонская является лидером антипрививочного движения в нашей стране. Целый ряд её публикаций в прессе на закате советской власти спровоцировал массовый отказ от прививок, который привел к эпидемии дифтерии, унёсшей свыше четырёх тысяч жизней.— 
 В рамках научно-просветительского форума «Учёные против мифов-13», организованного осенью 2020 г. проектом «Антропогенез.ру», Галине Червонской было присвоено звание «Почетный академик ВРАЛ» за «выдающийся вклад в российскую лженауку».

## Публикации

### Статьи
В 1960—1980-х годах Г. П. Червонская работала в научно-исследовательских институтах и была соавтором ряда научных публикаций, посвящённых, в основном, экспериментальной вирусологии:
- Вопросы вирусологии, 13(5), 1968, С. 560—566.
- Бюллетень экспериментальной биологии и медицины, 82(8), 1976, С. 995—998.
- Бочаров А. Ф., Советова Г. П., Марченко В. И., Амченкова А. М., Хроническая герпетическая инфекция в перевиваемой культуре лимфобластоидных клеток человека, Вопросы вирусологии, 19(3), 1974, С. 289—292.
- Кравченко А. Т., Советова Г. П., Чеботарёва С. В., Evaluation of the toxic action of prophylactic and therapeutic preparations on cell cultures of different types and origin. II. The cytotoxic action of adsorbed DPT vaccine and its components on cells of the continuous L132 line [переводное название], Журнал микробиологии, эпидемиологии и иммунобиологии, 5, 1982, С. 53—57.
- Кравченко А. Т., Дзагуров С. Г., Червонская Г. П., Evaluation of the toxic action of prophylactic and therapeutic preparations on cell cultures. III. The detection of toxic properties in medical biological preparations by the degree of cell damage in the L132 continuous cell line [переводное название], Журнал микробиологии, эпидемиологии и иммунобиологии, 3, 1983, С. 87—92.
- Kravchenko A.T., Chervonskaya G.P., Acquired immunity and allergy of cells cultured in vitro, Journal of hygiene, epidemiology, microbiology, and immunology, 30(4), 1986, pp. 441—448 и др[23][24].

С конца 1980-х годов публикации Червонской в реферируемых научных журналах прекратились. Есть только публицистика.
- Червонская Г. П. Эпидемическая обстановка в зеркале прессы // Независимая газета. — 15.12.1992.
- Червонская Г. П. Погружение во тьму продолжается // Свободная мысль. — 1995. — № 4. — С. 104—110.
- Червонская Г. П. «Не навреди». А ведь вредим // Медицинская газета. — 1995.
- Червонская Г. П. Показания к назначению исследования иммунного статуса человека // Аргументы и факты. — 1997. — № 45.
- Червонская Г. П. Иммунитет против туберкулёза оценивается в России... ученической линейкой // Новая медицинская газета. — С. 3—5.

### Книги
- Червонская Г. П. Вакцинопрофилактика и права человека (Доклад Российского Национального комитета по биоэтике) / Отв. ред. Б. Г. Юдин. — М.: РКНБ, 1994. (Доклад подготовлен при финансовой поддержке Фонда фундаментальных исследований Российской Академии наук. Проект 93-06-11141)
- Червонская Г. П. Этика медицинского эксперимента в доклинических испытаниях // Биоэтика: принципы, правила, проблемы / Отв. ред. и сост. Б. Г. Юдин. — М.: Эдиториал-УРСС, 1998. — 472 с. — 1000 экз. — ISBN 5-901006-61-5.

В начале 2000-х годов Червонская вновь стала публиковаться, однако теперь она печатает только популярные книги на коммерческой основе, причем либо самиздатом, либо в издательствах, ориентированных на книги по гомеопатии:
- Червонская Г. П. Прививки: мифы и реальность: Основы вакцинологии. — М.: Радио "Свободная Россия", 2002. — 415 с. — ISBN 5-85473-003-0.
- Червонская Г. П. Календарь прививок — ошибка медицины XX века: основы вакцинологии. — М.: Волшебный ребёнок, 2006. — 460 с. — 2000 экз. — ISBN 5-903173-01-2.
- Червонская Г. П. Обилие поствакцинальных осложнений как причина детской инвалидности. — М.: Гомеопатическая медицина, 2007. — 234 с. — 3000 экз. — ISBN 978-5-897777-100-4.
- Червонская Г. П. Календарь прививок — ошибка медицины XX века: основы вакцинологии. — 2-е изд., доп.. — М.: Волшебный ребёнок, 2008. — 461 с. — 2000 экз. — ISBN 978-5-903173-02-0.
- Червонская Г. П. Календарь прививок — ошибка медицины XX века: основы вакцинологии. — 2-е изд., доп.. — М.: Волшебный ребёнок, 2011. — 464 с. — 2000 экз. — ISBN 978-5-903173-02-0.
- Червонская Г. П. Вакцинация без диагностики – профанация в борьбе с инфекционными болезнями. Основы вакцинологии. — М.: Акад. изучения проблем нац. безопасности, 2011. — 590 с. — ISBN 978-5-8040-0087-6.